# 板原啓文
板原 啓文（いたはら よしふみ、1955年〈昭和30年〉7月31日 - ）は、日本の政治家。高知県土佐市長（5期）。

## 来歴
高知県土佐市出身。高知高等学校、高知大学卒業。
1978年（昭和53年）土佐市役所入庁。企画調整課長、總務課長。
2007年（平成19年）10月21日投開票の土佐市長選挙に立候補し初当選を果たした。投票率は過去最低の49.17％。10月29日、市長就任。
2011年（平成23年）、無投票により再選。
2015年（平成27年）7月16日、平和安全法制関連2法案が衆議院本会議で可決され、参議院へ送付された。これを受けて、同年9月開催の土佐市議会において板原は「安保関連法案は、多くの憲法学者が憲法に抵触すると言っている以上、法案に問題があると判断している。憲法違反という多くの指摘を無視して決定することは立憲主義に反する暴挙だ」と述べた。
同年10月の市長選で無投票により3選。
2019年（令和元年）10月の市長選でも無投票により4選
2023年（令和5年）10月22日投開票された市長選は16年ぶりの選挙戦となったが対立候補に2150票の大差で5選。